# Roman Siess
Roman Siess (1968) è un ex sciatore alpino austriaco.

## Biografia
Ai Mondiali juniores di Bad Kleinkirchheim 1986 Siess vinse la medaglia di bronzo nella discesa libera e si classificò 4º nello slalom gigante, suoi unici risultati internazionali; non prese parte a rassegne olimpiche né ottenne piazzamenti in Coppa del Mondo o ai Campionati mondiali.

## Palmarès

### Mondiali juniores
- 1 medaglia:
  - 1 bronzo (discesa libera a Bad Kleinkirchheim 1986)